# Đường tỉnh 292
Tỉnh lộ 292 là một tuyến đường thuộc tỉnh Bắc Ninh, Việt Nam.
Nối từ Quốc lộ 37 tại xã Kép, tỉnh Bắc Ninh đến điểm tiếp giáp xã Trại Cau, tỉnh Thái Nguyên tại Quốc lộ 17.